# 郭少芸
郭少芸（英語：Florence Kwok Siu Wan，1969年8月25日—），香港女演員及商人，曾為無綫電視基本藝人合約藝員。

## 背景

### 個人發展
郭少芸早年畢業於天神嘉諾撒學校和現已關閉的天光道官立中學。中學畢業後曾因英文科成績好而獲中環一間律師樓「的近律師行」（Deacons）聘用，當了四年秘書。後來在街上被模特兒公司的星探相中，在遊說下參與了1992年度香港小姐競選。她在2000年代初曾淡出娛樂圈，在胞姊開設的廣告製作公司中學做生意。自2001年正式離開無綫電視後，郭少芸當了廣告公司客戶經理。翌年與胞姊和姐夫合資在銅鑼灣蘭芳道經營餐廳，至2005年因租約期滿而結束生意。期間她在2004年於旺角朗豪坊開設西餐廳「簡單廚房」，並於2009年於將軍澳新都城二期再開分店。郭少芸於2005年主動聯絡當時的無綫電視製作部副總監曾勵珍，同年重返無綫電視。她在2012年於朗豪坊美食廣場開設台灣菜餐館「小台北」，但有關生意已於2015年結束。無綫電視的編導鍾國強為她的前男友。2020年將重心轉移內地發展，移居廣東順德，並在當地置業。

### 演藝經歷
1992年，郭少芸參選香港小姐競選，於准決賽與同組的另外四位佳麗奪得「最佳合作獎」，進入決賽十二強但是無法晉身最後前五名，之後便加入無綫電視，她為無線電視服務了二十餘年，演出過不少為人熟悉的角色，例如《真情》的李多欣，《大鬧廣昌隆》的古美英，而《同事三分親》的文丞君（Queenie）一角在後段劇情，更是加重為主線為其中一女主要角色，《畢打自己人》中的王麗薇（Tina），《愛·回家》中的馬柔（Angel），《先生貴性》	中的 強悍女強人 Francoise（李芬芳）演技均大獲好評，在多部劇集如《聊斋 (貳)》、《錦繡良緣》、《賭場風雲》、《法證先鋒》、《衝呀！瘦薪兵團》中均有不俗的表現，2011年憑《團圓》獲提名“2011年萬千星輝頒獎典禮”最佳女配角。
2012年，郭少芸於輕鬆喜劇《衝呀！瘦薪兵團》飾演一名職場女魔頭「車詠嫻（Violet、V姐）（綽號鬥牛梗）」，其演技精湛，入目三分，因而大獲好評；於處境劇《愛·回家》亦首度擔任第一位女主角，飾演的孻姑馬柔一角深入民心，成為其演藝生涯代表角色之一；後憑《造王者》獲提名“《萬千星輝頒獎典禮2012》”最佳女配角，並入圍最後十強。此外，憑《衝呀！瘦薪兵團》入圍MY AOD我的最愛頒獎典禮2012「我的最愛電視女配角」最後十強以及「我的最愛出位人氣王」。
2016年，郭少芸於時裝律政電視劇《律政強人》飾演男主角方中信的忠心秘書李少樺（Pat姐）一角，演技獲得好評，不少網民對其仍未獲無綫力捧上一線之位而頗有微言。最終郭少芸憑此角色入圍《TVB 馬來西亞星光薈萃頒獎典禮2016》「最喜愛TVB女配角」及提名《萬千星輝頒獎典禮2016》最佳女配角。2018年7月初，她與無綫電視結束合約，同年9月中重返無綫電視；另外也是無綫電視監製羅鎮岳的常用演員。2020年北上中國內地發展，首部參演作品爲佛山本地電影《飛警戰神》，飾演刑警八大隊「龍警官」。
2021年，郭少芸因新冠疫情關係投身直播帶貨活動並定居內地。
2023年1月初，她再次與無綫電視結束合約，同年2月中重返無綫電視，2023年10月約滿無綫電視。

## 感情生活
她在1995年至1996年拍攝電視劇《真情》期間曾與藝人周秀蘭的丈夫劉少君傳發展感情，更於西貢同居。

## 演出作品

### 電視劇（無綫電視）
| 首播         | 劇名                 | 角色                         |
| 1992年       | 火玫瑰               | 泳裝少女                     |
| 1992年       | 大時代               | 聖 姑                        |
| 1992年       | 九反威龍             | 浩秘書                       |
| 1993年       | 飛星尋龍             | 職 員                        |
| 1993年       | 大頭綠衣鬥殭屍       | 妓女乙                       |
| 1993年       | 居者冇其屋           | Amy                          |
| 1993年       | 天倫                 | 同 事                        |
| 1994年       | 恨鎖金瓶             | 孫雪娥                       |
| 1994年       | 清宮氣數錄           | 麗 妃                        |
| 1994年       | 新父子時代           | Miss張                       |
| 1994年       | 異度凶情             | 女 伴                        |
| 1994年       | 第三類法庭           | 少 女                        |
| 1994年       | 成日受傷的男人       | Rita                         |
| 1994年       | 新重案傳真           | Ann                          |
| 1994年       | 餐餐有宋家           | 梁冰冰                       |
| 1995年       | 前世冤家             | 戴利安女                     |
| 1995年       | 情濃大地             | 鍾婉珊                       |
| 1995年       | O記實錄              | 脫星阿玲                     |
| 1995年       | 金牙大狀（貳）       | 李思思                       |
| 1995至1999年 | 真情                 | 李多欣（Ella）               |
| 1996年       | 新上海灘             | 方艷雲                       |
| 1996年       | 孽吻                 | Irene Poon                   |
| 1997年       | 樂壇插班生           | 謝菊紅                       |
| 1997年       | 大鬧廣昌隆           | 古美英                       |
| 1997年       | 狀王宋世傑           | 慈禧太后                     |
| 1997年       | 難兄難弟             | 白玉仙                       |
| 1997年       | 美味天王             | 花蓉蓉                       |
| 1998年       | 聊齋（貳）之斬妖神劍 | 白晶晶                       |
| 1998年       | 聊齋（貳）之魅影靈狐 | 李秋蓉                       |
| 1998年       | 師奶強人             | 簡靜美（Janet）              |
| 1999年       | 刑事偵緝檔案IV       | 田思思                       |
| 1999年       | 先生貴性             | 李芬芳                       |
| 1999年       | 千里姻緣兜錯圈       | 戴莉安（Diary Ann）          |
| 1999年       | 狀王宋世傑（貳）     | 慈禧太后                     |
| 1999年       | 非常保鑣             | 紀悅寧                       |
| 1999年       | 創世紀               | 何佩琪（Sandy）              |
| 2000年       | 無業樓民             | 沈珍美                       |
| 2000年       | 夢想成真             | Flora                        |
| 2000年       | 楊貴妃               | 武惠妃                       |
| 2000年       | 創世紀II天地有情     | 何佩琪（Sandy）              |
| 2000年       | 金裝四大才子         | 柳如花                       |
| 2001年       | 錦繡良緣             | 薛小小（二少奶）             |
| 2001年       | 七姊妹               | 黃淑珍                       |
| 2005年       | 窈窕熟女             | Louise                       |
| 2006年       | 火舞黃沙             | 左芷君                       |
| 2006年       | 男人之苦             | 黃德蕙（Tracy）              |
| 2006年       | 法證先鋒             | 莫淑媛（Yvonne）             |
| 2006年       | 賭場風雲             | 藍小茵                       |
| 2007年       | 同事三分親           | 文丞君（Queenie）            |
| 2007年       | 學警出更             | 湯靜雅                       |
| 2007年       | 通天幹探             | 周美雲                       |
| 2008年       | 法證先鋒II           | 莫淑媛（Yvonne）             |
| 2008年       | 畢打自己人           | 王麗薇（Tina）               |
| 2008年       | 珠光寶氣             | 沈之澄（Catherine）          |
| 2011年       | 團圓                 | 高慧婷                       |
| 2011年       | 法證先鋒III          | 錢茂森（Elaine）             |
| 2012年       | 4 In Love            | 童美美（May姐）              |
| 2012年       | 拳王                 | 莊寶琳（Polly）              |
| 2012年       | 衝呀！瘦薪兵團       | 車詠嫻（Violet、V姐）        |
| 2012年       | 造王者               | 慧 妃                        |
| 2012至2015年 | 愛·回家 (第一輯)     | 馬 柔（Angel）               |
| 2016年       | 愛·回家 (第二輯)     | 馬 柔（Angel）               |
| 2016年       | 愛·回家之八時入席    | 雲飛飛（Vivian）             |
| 2016年       | 廉政行動2016         | 岑紫瑩                       |
| 2016年       | 律政強人             | 李少樺（Pat）                |
| 2018年       | 再創世紀             | 林君珵（KC、Kay Chun）       |
| 2019年       | 街坊財爺             | 楊 桃（Maggie、Madam Yeung） |
| 2019年       | 丫鬟大聯盟           | 官之姵                       |
| 2020年       | 大醬園               | 張笑瑩                       |
| 2020年       | 過街英雄             | 王翠花（花姐）               |
| 2021年       | 星空下的仁醫         | 郭葆晶                       |

### 電視劇（中國大陸）
| 首播   | 劇名           | 角色   |
| 2022年 | 狮子山下的故事 | 羅一喜 |

### 電視電影
| 首映   | 電影名 | 角色       |
| 1992年 | 羣星會 | 葉孤城女伴 |
| 1996年 | 夜之女 | 瑛         |

### 電影
| 首映   | 電影名             | 角色                                      |
| 1992年 | 情不自禁II霎时冲动 | Carman 同事                               |
| 1993年 | 溶尸奇案           | 陪審員                                    |
| 1994年 | 摩登龙争虎斗       | 滅絕師太                                  |
| 1995年 | 终身大事           | 光頭德女朋友                              |
| 1998年 | 魑魅魍魎           | Gee Chiang                                |
| 1998年 | 生死恋             | Jane                                      |
| 2000年 | 里情               | Pam                                       |
| 2000年 | 孤男寡女           | Kitty                                     |
| 2002年 | 豬扒大聯盟         | Christine                                 |
| 2003年 | 热血狙击           | 小 慧                                     |
| 2008年 | 神探               | May Cheung（聲音演出）                    |
| 2009年 | 復仇               | 王子淳督察 （英語配音，角色由邵美琪飾演） |
| 2011年 | 勁抽福祿壽         | 小 西                                     |
| 2021年 | 飛警戰神           | 龍警官                                    |

### 綜藝節目（無綫電視）
| 首播   | 節目名                         | 備註                         |
| 1995年 | 運財智叻星                     | 擔任獎品小姐（與蕭玉燕合作） |
| 1997年 | 永安旅遊話你知：點解日本咁好玩 | 主持（與馬德鐘、滕麗名合作） |
| 1997年 | 超級無敵獎門人再戰江湖         | 第18集嘉賓                   |
| 1999年 | 驚天動地獎門人                 | 第19集嘉賓                   |
| 2000年 | 宇宙無敵獎門人                 | 第9集嘉賓                    |
| 2002年 | 吾係獎門人                     | 第1集嘉賓                    |
| 2005年 | 繼續無敵獎門人                 | 第16、27、34集嘉賓           |
| 2008年 | 鐵甲無敵獎門人                 | 第10、19、21、38、43集嘉賓   |
| 2009年 | 耳分高下                       | 第25、26集嘉賓               |
| 2010年 | 超級遊戲獎門人                 | 第1、9、27集嘉賓             |
| 2011年 | 吹水同鄉會                     | 5月15日嘉賓                  |
| 2012年 | 今日VIP                        | 5月30日嘉賓                  |
| 2013年 | 超級無敵獎門人 終極篇          | 第9、24集嘉賓                |
| 2016年 | 我愛香港                       | 第9集嘉賓                    |
| 2017年 | 馬家開飯                       | 演出（飾演 馬柔）            |
| 2018年 | 流行經典50年                   | 第47集表演嘉賓               |
| 2018年 | 歡樂滿東華                     | 演出嘉賓                     |

## 其他

### 無綫月曆
- 2014年12月 - 郭少芸、馬德鐘、郭羨妮、江美儀、蘇玉華、林夏薇、馬國明

## 外部連結
- 郭少芸的Instagram帳戶
- 郭少芸的Facebook專頁
- 郭少芸的新浪微博
- 郭少芸在互联网电影资料库（IMDb）上的資料（英文）（英文）
- 郭少芸在香港影庫上的簡介
- 郭少芸在豆瓣上的资料（简体中文）
- 郭少芸在时光网上的簡介（简体中文）